# سلین (سروآباد)
روستای سلین ، روستایی از توابع بخش اورامان شهرستان سروآباد در استان کردستان ایران است.
روستای سلین، از توریستی ترین و زیباترین روستاهای منطقه هورامانات کردستان، از نظر دسترسی به دریاچه زیبای رود سیروان است . روستای سلین بر حاشیه دریاچه سیروان ( دریاچه پشت سد داریان ) ، در منتها الیه غربی این دریاچه قرار گرفته است .

## جمعیت
این روستا در دهستان شالیار قرار دارد و براساس سرشماری مرکز آمار ایران در سال ۱۳۸۵، جمعیت آن ۹۱۰ نفر (۱۹۴خانوار) بوده‌است.